# Anatomia di un... relitto
Anatomia di un... relitto (The Last Hungry Cat) è un film del 1961 diretto da Friz Freleng e co-diretto da Hawley Pratt. È un cortometraggio d'animazione della serie Merrie Melodies, uscito negli Stati Uniti il 2 dicembre 1961. Il cartone animato è una parodia della serie televisiva Alfred Hitchcock presenta e ha una trama simile a quella del corto precedente Silvestro il moralista, di cui ricicla alcune animazioni. È stato distribuito anche coi titoli Un assassino fallito e, dagli anni 2000, Un assassinio fallito.

## Trama
Il cortometraggio si apre con la silhouette di un orso che, imitando Alfred Hitchcock nella sigla di Alfred Hitchcock presenta, annuncia al pubblico che verrà raccontata una storia su un omicidio.
Dopo che la Nonna mette a letto Titti e va a trovare una vicina, Silvestro si intrufola nell'appartamento e accatasta un mucchio di mobili per raggiungere la gabbia, ma la pila crolla e la caduta lo stordisce abbastanza a lungo da permettere a Titti di scappare. Quando si riprende, si ritrova trova una delle piume di Titti in bocca e crede erroneamente di averlo mangiato. Sentendo il ritorno della nonna, Silvestro corre fuori dall'appartamento e si nasconde in un vicolo. L'orso, fuori campo, fa notare a Silvestro che ha commesso un omicidio, ma il gatto lo deride. Silvestro vede però un titolo di giornale che dice "La polizia dà la caccia a 'Il gatto'" (riferendosi a un criminale umano con quello pseudonimo) e sente le sirene delle auto della polizia, così si nasconde in una casa vicina e cerca invano di togliersi dalla testa quello che ha fatto. L'orso gli suggerisce di arrendersi e accettare le conseguenze, quindi Silvestro corre per i vicoli urlando la sua confessione finché non arriva all'appartamento della Nonna, dove trova Titti addormentato nella sua gabbia. Felicissimo, Silvestro afferra l'uccello e lo bacia più volte, ma quando è tentato e cerca di nuovo di mangiarlo, viene attaccato dalla Nonna che lo caccia fuori dall'appartamento.
L'orso conclude la storia usando come morale una citazione dall'Amleto di William Shakespeare: "La coscienza ci fa diventare tutti codardi". Silvestro, fuori campo, lo zittisce e lo colpisce in testa con un mattone, così l'orso saluta il pubblico e se ne va con un bernoccolo.

## Distribuzione

### Edizione italiana
Il corto fu distribuito in Italia il 6 dicembre 1962 nel programma Silvestro e Gonzales: Vincitori e vinti, in inglese sottotitolato. Fu doppiato nel 1976 dalla Sinc Cinematografica in occasione di una riedizione del programma;. questo doppiaggio fu utilizzato anche nelle edizioni VHS. Negli anni ottanta, per la trasmissione televisiva, il corto fu ridoppiato dalla Effe Elle Due sotto la direzione di Franco Latini su dialoghi di Maria Pinto, i quali presentano alcuni errori di adattamento nelle scene finali (rimuovendo tra l'altro la morale). Nei primi anni duemila fu eseguito un secondo ridoppiaggio per la televisione dalla Time Out Cin.ca, diretto da Massimo Giuliani su dialoghi di Raffaella Pepitoni.

### Edizioni home video

#### VHS
America del Nord
- Sylvester and Tweety's Crazy Capers (1985)

Italia
- Silvestro e Gonzales: Vincitori e vinti, 1ª parte (1985)[7]

#### DVD
Il corto fu pubblicato in DVD-Video in America del Nord nel secondo disco della raccolta Looney Tunes Golden Collection: Volume 3 (intitolato Hollywood Caricatures and Parodies) distribuita il 25 ottobre 2005, dove è visibile anche con la sola colonna internazionale. In Italia fu invece inserito nel DVD All Stars: Volume 4 della collana Looney Tunes Collection, uscito il 18 maggio 2006, e nel DVD Il tuo simpatico amico Tweety uscito il 9 settembre 2009. Fu poi incluso nel DVD Tweety & Silvestro della collana Looney Tunes Super Stars, uscito in America del Nord il 30 novembre 2010 e in Italia l'8 dicembre. In America del Nord fu inserito anche nel secondo disco della raccolta DVD Looney Tunes Spotlight Collection Volume 8, uscita il 13 maggio 2014.